# Zhang Yufei
Zhang Yufei, född 19 april 1998, är en kinesisk simmare.

## Karriär
Yufei tävlade för Kina vid olympiska sommarspelen 2016 i Rio de Janeiro, där hon slutade på sjätte plats i finalen på 200 meter fjärilsim.
Vid olympiska sommarspelen 2020 i Tokyo tog Yufei fyra medaljer. Individuellt tog hon guld och satte ett nytt olympiskt rekord på 200 meter fjärilsim samt tog silver på 100 meter fjärilsim. I lagkapp var hon en del av Kinas lag som tog guld och satte ett nytt världsrekord på 4×200 meter frisim samt tog silver på 4×100 meter mixed medley.
I juni 2022 vid VM i Budapest tog Yufei brons på 50, 100 och 200 meter fjärilsim. I december 2022 vid kortbane-VM i Melbourne tog hon brons på 50 meter fjärilsim och tangerade Rikako Ikees asiatiska rekord.